# آهنگ شیرین

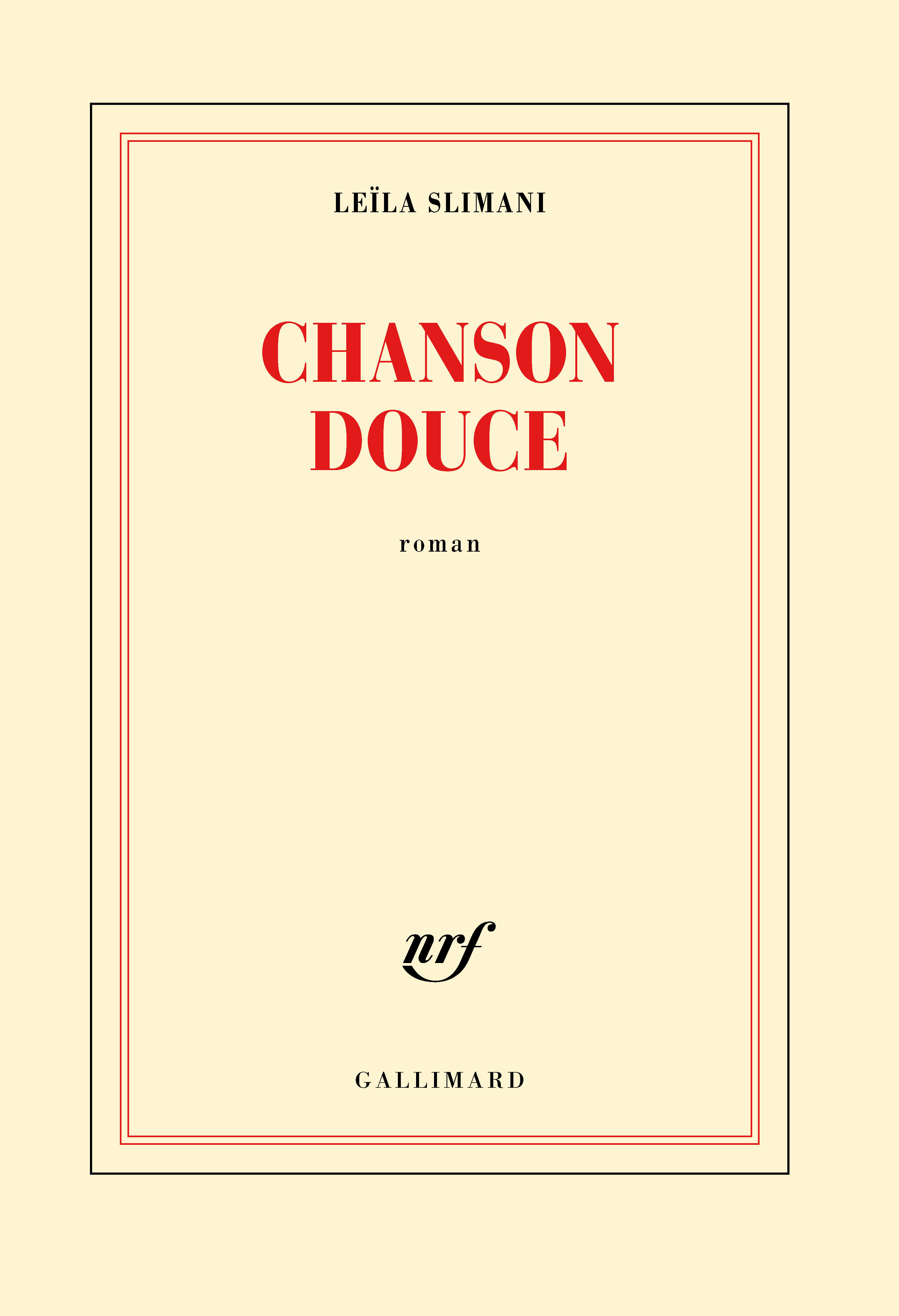
شیرین

آهنگ شیرین (به فرانسوی: Chanson douce) دومین رمان لیلا سلیمانی است که در ۱۸ اوت ۲۰۱۶ توسط انتشارات گالیمار به چاپ رسیده‌است. این رمان برنده جایزه گنکور شده‌است.

## خلاصه
در ابتدای داستان، دو کودک کم سن و سال، توسط لوئیز، پرستار خود به قتل می‌رسند. ادامه داستان بازگشت به عقب و روایت داستان‌هایی است که به این ماجرای خونین انجامیده‌است.

## نقد
رمان را نمی‌توان در ژانر پلیسی قرار داد، زیرا گره‌گشایی در ابتدای داستان رخ داده و بازگشت به عقب و روایت ماجراهای گذشته نیز خیلی زود رخ می‌دهد.